# Akihiko Matsui
Akihiko Matsui es un desarrollador de videojuegos y diseñador de batallas que actualmente trabaja para Square Enix (anterior Square). Su trabajo más notable como director fue Chrono Trigger, en el cual trabajó junto a Yoshinori Kitase and Takashi Tokita.

## Proyectos
Akihiko Matsui ha sido acreditado en los siguientes juegos:
- Final Fantasy IV (1991): diseñador de batallas
- Final Fantasy V (1992: diseñador de batallas
- Chrono Trigger (1995): director
- SaGa Frontier (1997): desarrollador de data del juego
- Legend of Mana (1999): diseñador del juego & jefe del diseño del sistema
- Final Fantasy XI (2002): diseñador de data de batallas[2]